# NGC 2923
NGC 2923 é uma galáxia  localizada na direcção da constelação de Leo. Possui uma declinação de +16° 45' 39" e uma ascensão recta de 9 horas, 36 minutos e 03,8 segundos.
A galáxia NGC 2923 foi descoberta em 1 de Abril de 1864 por Albert Marth.